# Schouweiler
Schouweiler (lb. Schuller, niem. Schuweiler) – wieś w południowo-zachodnim Luksemburgu, w gminie Dippach, w kantonie Capellen. Do 3 października 2015 leżała w dystrykcie Luksemburg. Jest siedzibą administracyjną gminy. Wieś zamieszkują 1603 osoby.